# Fondaparinux
Le fondaparinux, commercialisé par Aspen Pharmacare et Viatris (Europe) sous le nom d'Arixtra dans la plupart des pays, est un médicament anticoagulant.
Il s'agit d'un pentasaccharide composé de cinq unités de sucre, cette séquence de cinq sucres étant dérivée de la portion de l'héparine qui se lie à l'antithrombine. En se liant à l'antithrombine, le fondaparinux inhibe le facteur Xa (contrairement au fondaparinux, l'héparine de bas poids moléculaire a en moyenne 15 sucres).
Le fondaparinux est administré quotidiennement par voie sous-cutanée. Il est utilisé pour la prévention de la thrombose veineuse profonde chez des patients qui subissent une intervention de chirurgie orthopédique ainsi que pour le traitement de la thrombose veineuse profonde et de l'embolie pulmonaire.
Son utilisation dans le traitement de l'infarctus du myocarde et de l'angor instable a été évaluée et il est au moins aussi efficace que l'Enoxaparine, une héparine de bas poids moléculaire dans ces cas.
Par rapport aux héparines (fractionnées ou non), un avantage potentiel du fondaparinux est que le risque de thrombopénie induite par l'héparine est substantiellement plus faible.

## Indications
- Prévention des événements thrombo-emboliques veineux en chirurgie orthopédique majeure du membre inférieur, telle que fracture de hanche, prothèse de hanche ou chirurgie majeure du genou
- Prévention des évènements thrombo-emboliques veineux en chirurgie abdominale chez les patients jugés à haut risque de complications thrombo-emboliques, tels que les patients soumis à une chirurgie abdominale pour cancer
- Prévention des évènements thrombo-emboliques veineux chez le patient, jugé à haut risque d’évènements thrombo-emboliques veineux, alité pour une affection médicale aiguë telle qu'insuffisance cardiaque et/ou trouble respiratoire aigu, et/ou maladie infectieuse ou inflammatoire aiguë
- traitement de l’infarctus du myocarde avec sus décalage du segment ST (IDM ST+) chez les patients, soit pris en charge par un traitement thrombolytique, soit ne relevant initialement d’aucune autre technique de reperfusion
- Traitement de l’angor instable ou de l’infarctus du myocarde sans sus décalage du segment ST (AI/IDM ST-) chez les patients pour lesquels une prise en charge par une stratégie invasive (intervention coronaire percutanée : ICP) en urgence (<120 min) n’est pas indiquée

## Mécanisme d'action
Le fondaparinux est un pentasaccharide synthétique inhibiteur du facteur Xa. À part le groupe O-méthyl à une extrémité réductrice de la molécule, l'identité et la séquence des 5 unités de sucre contenues dans le fondaparinux sont les mêmes que celle de la séquence des 5 premières unités de sucre que l'on a retrouvé sur d'autres héparines (non fractionnées cf Héparine et de bas poids moléculaire cf HBPM). On pense que cette séquence se fixe sur l'antithrombine III [réf. nécessaire].

## Effets indésirables
- Hémorragies
- Le risque de thrombopénie induite par l'héparine qui est limité théoriquement et dans la pratique est cependant non nul[3]

## Efficacité

### Commission de transparence
- Pour l'indication : Traitement de l’angor instable ou de l’infarctus du myocarde sans sus décalage du segment ST (AI/IDM ST-) chez les patients pour lesquels une prise en charge par une stratégie invasive (intervention coronaire percutanée : ICP) en urgence (< 120 min) n’est pas indiquée : SMR important, ASMR nulle[4]
- Avis défavorable au remboursement en raison d’une démonstration insuffisante de l’intérêt clinique en thromboprophylaxie chez l’adulte ayant une insuffisance rénale modérée (clairance entre 20 et 50 mL/min) : SMR insuffisant
- Traitement des thromboses veineuses profondes (TVP) aiguës et des embolies pulmonaires (EP) aiguës, à l’exclusion des patients hémodynamiquement instables ou des patients nécessitant une thrombolyse ou une embolectomie pulmonaire. SMR importants dans ces deux indications. ASMR non retrouvée[5]

### Prescrire
- En prévention des embolies pulmonaires n'apporte rien de nouveau, pas mieux qu'une HBPM[6]